# Municipio de Tyrone (condado de Livingston)
El municipio de Tyrone (en inglés: Tyrone Township) es un municipio ubicado en el condado de Livingston en el estado estadounidense de Míchigan. En el año 2010 tenía una población de 10020 habitantes y una densidad poblacional de 105,45 personas por km².

## Geografía
El municipio de Tyrone se encuentra ubicado en las coordenadas 42°44′17″N 83°44′34″O / 42.73806, -83.74278. Según la Oficina del Censo de los Estados Unidos, el municipio tiene una superficie total de 95.02 km², de la cual 91.7 km² corresponden a tierra firme y (3.49%) 3.32 km² es agua.

## Demografía
Según el censo de 2010, había 10020 personas residiendo en el municipio de Tyrone. La densidad de población era de 105,45 hab./km². De los 10020 habitantes, el municipio de Tyrone estaba compuesto por el 96.37% blancos, el 0.5% eran afroamericanos, el 0.36% eran amerindios, el 0.7% eran asiáticos, el 0.02% eran isleños del Pacífico, el 0.43% eran de otras razas y el 1.63% pertenecían a dos o más razas. Del total de la población el 2.19% eran hispanos o latinos de cualquier raza.